# René Levrel
René Levrel fue un pintor y grabador (agua-fuerte, punta-seca, litografía) francés, nacido en Nantes el 12 de marzo de 1900 y fallecido en Éguillé en Sarthe el 13 de agosto de 1981.

## Datos biográficos
Estudió en la Escuela de las Bellas Artes de Nantes desde 1916. Descubrió la obra de Gustave Courbet , de Pierre Bonnard, de Laprade y de Valloton. En París siguió cursos en la Escuela nacional superior de Bellas Artes desde 1920 y realizó numerosas copias en el Museo de Louvre (Chardin y Rembrandt), el pintor fovista Henri Ottmann le compró su copia de « Bethsabée » de Rembrandt. Participa en el Salón de los independientes en 1925 y hace su primera exposición (Galería del poeta y dramaturgo Charles Vildrac) en 1927.

### El primero periodo argelino
Es laureado con el Premio Abd–ElTif en 1928. Pasa un tiempo en Argel en la Villa Abd-el-Tif y se relacionó con Étienne Bouchaud, Pierre-Eugène Clairin, Jean Launois y Lucien  Mainssieux. La villa Abd-El-Tif, villa Médicis argelina, creada en 1907, acogía artistas durante dos años con su familia. Resultó miembro del comité de la Sociedad de las Artistas Orientalistes e igualmente miembro del jurado Abd-El-Tif. 
Volvió a Francia en 1930. Conoció Vendée y  Santos-Tejanos-de-Monts, donde pudo retornar numerosas veces. Realizó un fresco monumental para la Exposición universal de 1937 para el pabellón de los Estados Pontificios.

### Escuela de París
Para razones profesionales siguió a su esposa, hermana del político francés Pierre Abelin - ministro durante la IV y la V Repúblicas - a Doté después en Aix-en-Provence. Esta última estancia en el mediodía de Francia, inspiró varios de sus olios y acuarelas (Córcega, Marsella, Provenza, La Santa Victoria). En 1942, se instaló definitivamente en París y vive en el Quai de la Tournelle detrás de la catedral de Notre-Dame y frente a la isla Saint-Louis. Desde su taller pintó como Albert Marquet  numerosos cuadros del río Sena y los puentes parisienses (Puente nuevo, puente Marie, puente de la Tournelle, puente de la Isla San Luis). Dedica también algunas telas al Louvre, al hotel de la moneda, a la isla San Luis, al Instituto, a Notre Dame, al jardín de las plantas.

René Levrel se vinculó a la corriente  de la denominada Escuela de París, que ha reunido artistas como André Beauce, Georges Capon, Lucien Genin o Gustave Madelain.

### El segundo periodo argelino
Volvió a Argelia en 1953 como becario del gobierno. Encontró ahora su inspiración en los paisajes argelinos, en escenas de Argel y de sus pueblos, en las ruinas romanas de Ti-Paza. En 1957 realizó con Étienne Bouchaud dos carteles para la sala de recepción del comandante del Penthièvre II.

### Un pintor del mar y del campo
Su paleta también conoce la acuarela.
En Francia, sus pasos lo llevan a Anjou (Champtoceaux), en Bretaña al finalizar los años cuarenta y en 1954 (Bénodet, Douarnenez, Telgruc) así como la isla de Yeu, en Charentes, en el Dauphiné (La ciudad de París compró en 1934 su tela « Primavera en el Dauphiné »), en Alpes en la Haute- Provence, en el Poitou, en Seine-et-Marne y en Vendée. 

## Exposiciones
- Salon des indépendants, 1925.
- Salon des Tuileries, 1926.
- Galerie Charles Vildrac, 1926.
- Exposition Artistique de l'Afrique française, Nantes, 1931.
- Galerie Rodrigues-Henriques, Paris, 1932.
- Galerie Mignon-Massart, Nantes 1930, 1936,1943,1947,1951,1953,1955, 1956 ,1959,1961, 1962, 1963,1964,1967, 1970,1971,1974 et 1981.
- VIIe exposition de l'Afrique française - Émile Bouneau, André Hambourg, René Levrel, Albert Marquet, Roger Nivelt, Musée des arts décoratifs, Paris, 1935.
- Galerie Marcel Bernheim, Paris, 1937, 1952.
- Galerie Pelletan-Helleu, Paris, 1944.
- Galerie André Maurice, Paris, 1949, 1958, 1959, 1960,1963.
- Salón de Otoño, Paris, 1950, 1954, 1969, 1971, 1980.
- Galerie Charpentier, Paris, 1963.
- Galerie Vendôme, Paris, 1964.
- Peintres de la Bretagne de Gauguin à nos jours, Musée de Limur, Vannes, juillet-septembre 1964.
- Galerie Katia Granoff, Paris, 1965, 1970 et 1973.
- Galerie Durand-Ruel, Paris, 1969.
- Musée des beaux-arts de Nantes, juillet 1970, juin-septembre 1978 (Retrospectiva).
- Salon du cercle des beaux-arts, Nantes, 1972.
- Palais des congrès, Saint Jean-de-Monts, 1975, 1976, julio-septiembre de 1977 (retrospectiva) y 1979.
- Galerie Nathalie Norabat, Paris, 1977.
- Peintres en liberté, Pruillé-l'Éguillé, avril 1981.[1]
- Solanet, Godeau et Audap, commissaires-priseurs, vente de l'atelier René Levrel, Hôtel Drouot, Paris, 19 de diciembre de 1983.
- Galerie Jacqueline Deshayes, Nantes, 1986.
- Rétrospective René Levrel, château du Puy-du-Fou, Les Épesses, Vendée, mai-juin 1992.
- De Bonnard à Baselitz, dix ans d'enrichissements du cabinet des estampes, Bibliothèque nationale de France, Paris, 1992.[2]